# Tierp
Tierp este un oraș în Suedia.

## Demografie
| \| Evoluția demografică a zonei urbane Tierp, 1970–2015 \| Evoluția demografică a zonei urbane Tierp, 1970–2015 \| Evoluția demografică a zonei urbane Tierp, 1970–2015 \| Evoluția demografică a zonei urbane Tierp, 1970–2015 \| Evoluția demografică a zonei urbane Tierp, 1970–2015 \| \| --------------------------------------------------------------------------------------- \| ---------------------------------------------------- \| ---------------------------------------------------- \| ---------------------------------------------------- \| ---------------------------------------------------- \| \| An \| \| \| Locuitori \| \| \| 1970 \| 1970 \| \| 4.497 \| 4.497 \| \| 1975 \| 1975 \| \| 5.005 \| 5.005 \| \| 1980 \| 1980 \| \| 5.350 \| 5.350 \| \| 1990 \| 1990 \| \| 5.043 \| 5.043 \| \| 1995 \| 1995 \| \| 5.211 \| 5.211 \| \| 2000 \| 2000 \| \| 5.147 \| 5.147 \| \| 2005 \| 2005 \| \| 5.377 \| 5.377 \| \| 2010 \| 2010 \| \| 5.587 \| 5.587 \| \| 2015 \| 2015 \| \| 5.826 \| 5.826 \| \| Sursa: SCB - Statistika Centralbyrån, Folkmängden per tätort. Vart femte år 1960 - 2016 \| \| \| \| \| |      |  |           |       |
| Evoluția demografică a zonei urbane Tierp, 1970–2015 |      |  |           |       |
| An |      |  | Locuitori |       |
| 1970 | 1970 |  | 4.497     | 4.497 |
| 1975 | 1975 |  | 5.005     | 5.005 |
| 1980 | 1980 |  | 5.350     | 5.350 |
| 1990 | 1990 |  | 5.043     | 5.043 |
| 1995 | 1995 |  | 5.211     | 5.211 |
| 2000 | 2000 |  | 5.147     | 5.147 |
| 2005 | 2005 |  | 5.377     | 5.377 |
| 2010 | 2010 |  | 5.587     | 5.587 |
| 2015 | 2015 |  | 5.826     | 5.826 |
| Sursa: SCB - Statistika Centralbyrån, Folkmängden per tätort. Vart femte år 1960 - 2016 |      |  |           |       |